# Eoperipatus
Eoperipatus — род онихофор из семейства Peripatidae, обитающих в Юго-Восточной Азии. Число ног в этом роде варьирует как внутри вида, так и между видами и колеблется от 22 пар (у E. butleri) до 25 пар (у E. horsti и E.weldoni). Этот род демонстрирует лецитотрофное яйцеживорождение; то есть самки сохраняют желточные яйца в своей матке.

## Виды
Род включает следующие описанные виды:
- Eoperipatus butleri Evans, 1901
- Eoperipatus horsti Evans, 1901
- Eoperipatus totoro Oliveira et al., 2013
- Eoperipatus weldoni Evans, 1901

Eoperipatus sumatranus (Sedgwick, 1888) Оливейра и др. считают nomen dubium с 2012 года.
Впервые зарегистрированный во Вьетнаме, Eoperipatus теперь известен по всей Юго-Восточной Азии. Известно, что неописанный вид встречается в Таиланде. Кроме того, неопознанные онихофоры наблюдались также на Борнео и в центральном Вьетнаме, к северу от известного распространения Eoperipatus totoro. Они могут представлять или не представлять отдельные виды. Эти виды трудно изучать, поскольку они живут в плохо изученных мастах и имеют низкую плотность популяций.